# The Other Woman
The Other Woman är en amerikansk komedifilm från 2014 som är regisserad av Nick Cassavetes.

## Handling
Efter att ha upptäckt att hennes pojkvän är gift, möter Carly den bedragna hustrun. När ännu en kärleksaffär upptäcks samarbetar alla de tre kvinnorna för att hämnas.

## Karaktärer
- Cameron Diaz - Carly
- Leslie Mann - Kate
- Kate Upton - Amber
- Nikolaj Coster-Waldau - Mark
- Taylor Kinney - Phil
- Nicki Minaj - Lydia
- Don Johnson - Frank
- Olivia Culpo - skönhet med korpsvart hår
- Madison McKinley - servitris